# III Liceum Ogólnokształcące im. gen. Józefa Sowińskiego w Warszawie
III Liceum Ogólnokształcące im. gen. Józefa Sowińskiego – jedno z najstarszych warszawskich liceów, założone w 1923 roku. Szkoła znajduje się przy ul. Rogalińskiej 2 w dzielnicy Wola.

## Gmach szkoły

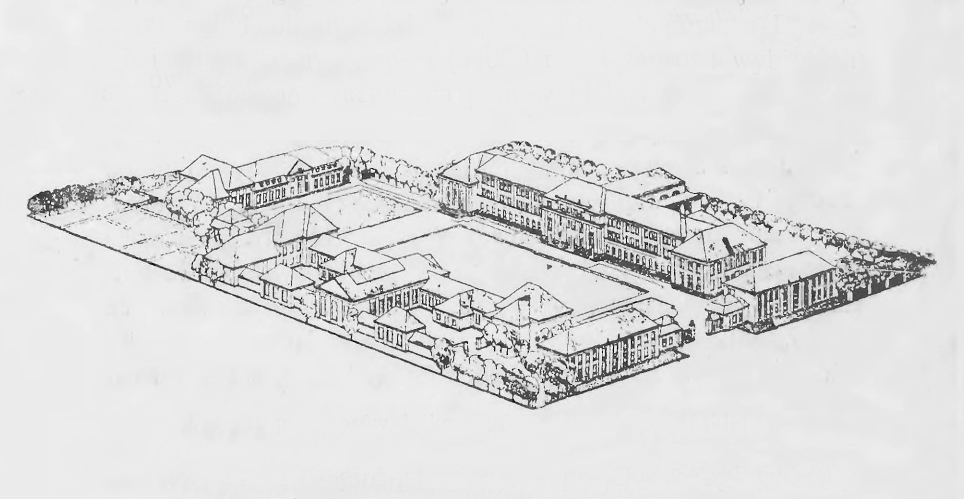
Projekt kompleksu szkolnego autorstwa Mikołaja i Tadeusza Tołwińskich

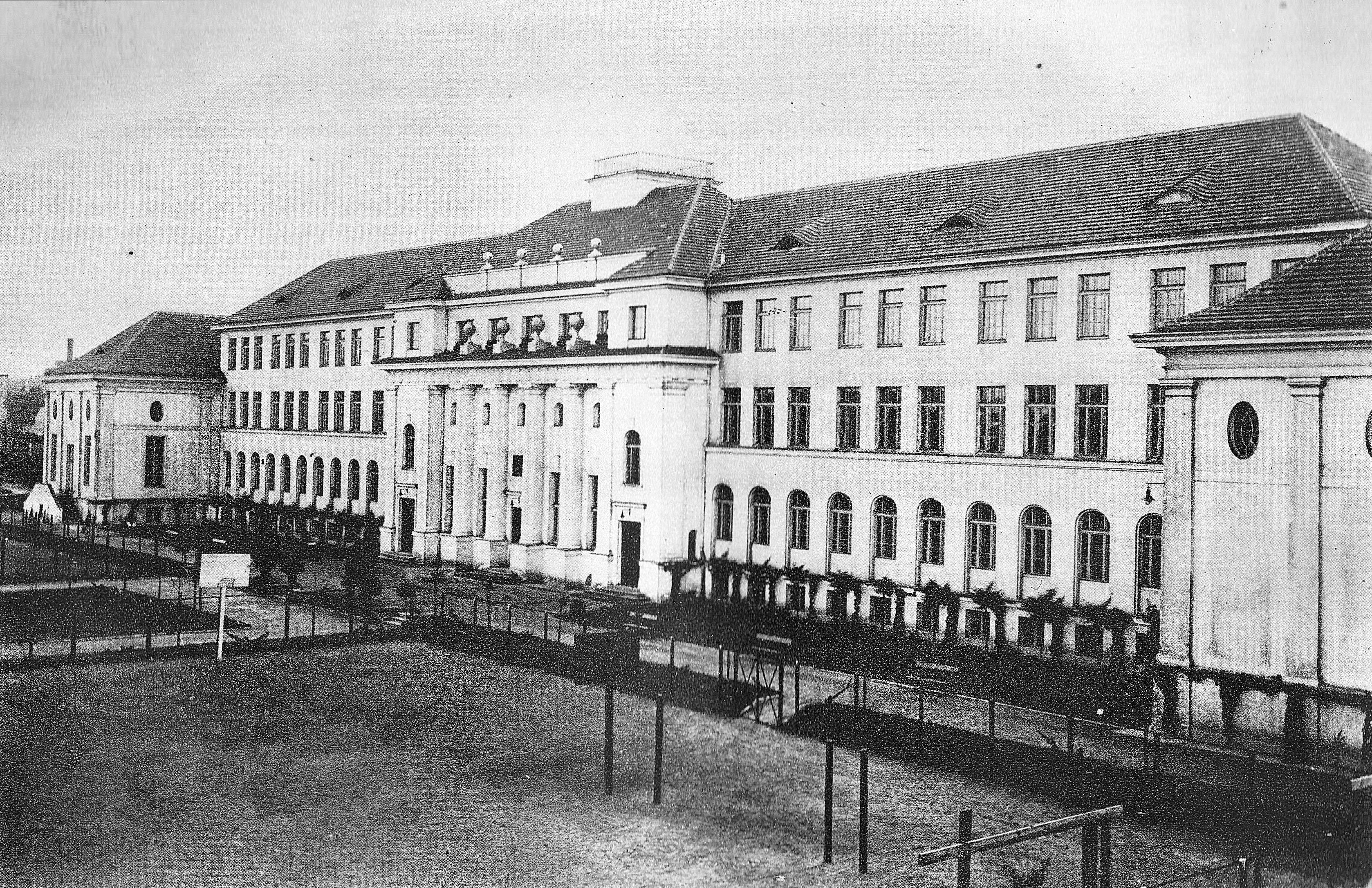
Gmach szkoły w latach 20. XX wieku

Budowę według projektu Mikołaja Tołwińskiego i jego syna Tadeusza Tołwińskiego rozpoczęto w 1914. Od strony południowej wzniesiono gmach ochronki, wzdłuż ul. Siedmiogrodzkiej budynek mieszkalny pomyślany jako lokum dla personelu szkoły, natomiast pierzeję zachodnią zajął gmach szkolny. Pierwotnie zamierzano wybudować na przeciwko szkoły warsztaty, które miały służyć kształceniu techników Tramwajów Warszawskich, lecz planów zaniechano ze względu na umieszczenie w kompleksie szkoły o charakterze ogólnokształcącym. Gmach został skomponowany symetrycznie – pośrodku monumentalnie opracowane wejście główne i skrzydło mieszczące wielką aulę, a na dwóch końcach ryzality boczne. Wystrój elewacji nawiązuje do tradycji barokowych i klasycystycznych. Przed wojną prasa warszawska nazywała gmach „pałacem nauki” ze względu na ciekawą i monumentalną architekturę oraz bogate wyposażenie wnętrza. Największą salę szkolną zdobiły alegorie nauki i pracy projektu Zygmunta Kamińskiego – znanego grafika i rysownika, który był autorem obowiązującego do dziś wzoru godła RP.
W 1923 oddano prawe skrzydło budynku do użytku ówczesnemu I Gimnazjum Miejskiemu, zaś lewe skrzydło Szkole Powszechnej, która obecnie jest Szkołą Podstawową nr 139. Środkową część budynku pozostawiono do dyspozycji Dyrekcji Tramwajów Warszawskich. Gimnazjum zajmowało I i II piętro budynku, gdzie znajdowały się sale szkolne, w tym sala rysunkowa. Na parterze znajdowały się pracownie: chemiczna, fizyczna, biologiczna i geologiczna oraz sala gimnastyczna i gabinety dyrekcji. Podziemie mieściło szatnie, sale robót ręcznych, natryski i jadalnie. Na dachu znajdowało się obserwatorium astronomiczne, natomiast na zapleczu uprawiano ogródki botaniczne.
20 grudnia 1925 roku miało miejsce poświęcenie gmachu szkoły. Na uroczystość przybyli m.in. prezydent Warszawy Władysław Jabłoński, wiceprezydent Stefan Rottermund, senator Ignacy Baliński oraz dyrektor Tramwajów Warszawskich Alfons Kühn. Budynek poświęcił proboszcz parafii św. Stanisława na Woli, ks. prałat Seweryn Popławski.
Gmach został nieznacznie uszkodzony podczas II wojny światowej. W czasie oblężenia na szkołę spadła bomba, burząc narożnik gdzie znajdowała się duża aula. Z okien wypadły również szyby w całym budynku. Po wojnie budynek został odremontowany z pewnymi zmianami i uproszczeniami, ale zasadniczo zachował dawny kształt.
W 1965, po remoncie zachodniego skrzydła budynku, powstała hala sportowa, a władze dzielnicy przekazały ją Międzyszkolnemu Ośrodkowi Sportowemu Wola. W 1966 roku Szkoła Podstawowa przeniosła się do przekazanej jej przez miasto nowej działki przy ul. Syreny i od tego czasu gmach szkoły zajmuje tylko III Liceum Ogólnokształcące.
Budynek znajduje się obecnie na ul. Rogalińskiej 2, ale wcześniej szkoła widniała pod adresami przy ulicach Młynarskiej oraz Kalinki. Adres szkolny przy Młynarskiej wynikał z przedwojennych planów przedłużenia ulicy tak, żeby przebiegała wzdłuż murów szkoły. W 1990 roku budynek szkoły został wpisany do rejestru zabytków. Od lat 90. wokół szkoły rośnie coraz wyższa i gęstsza zabudowa deweloperska.

## Historia szkoły

### Początki działalności

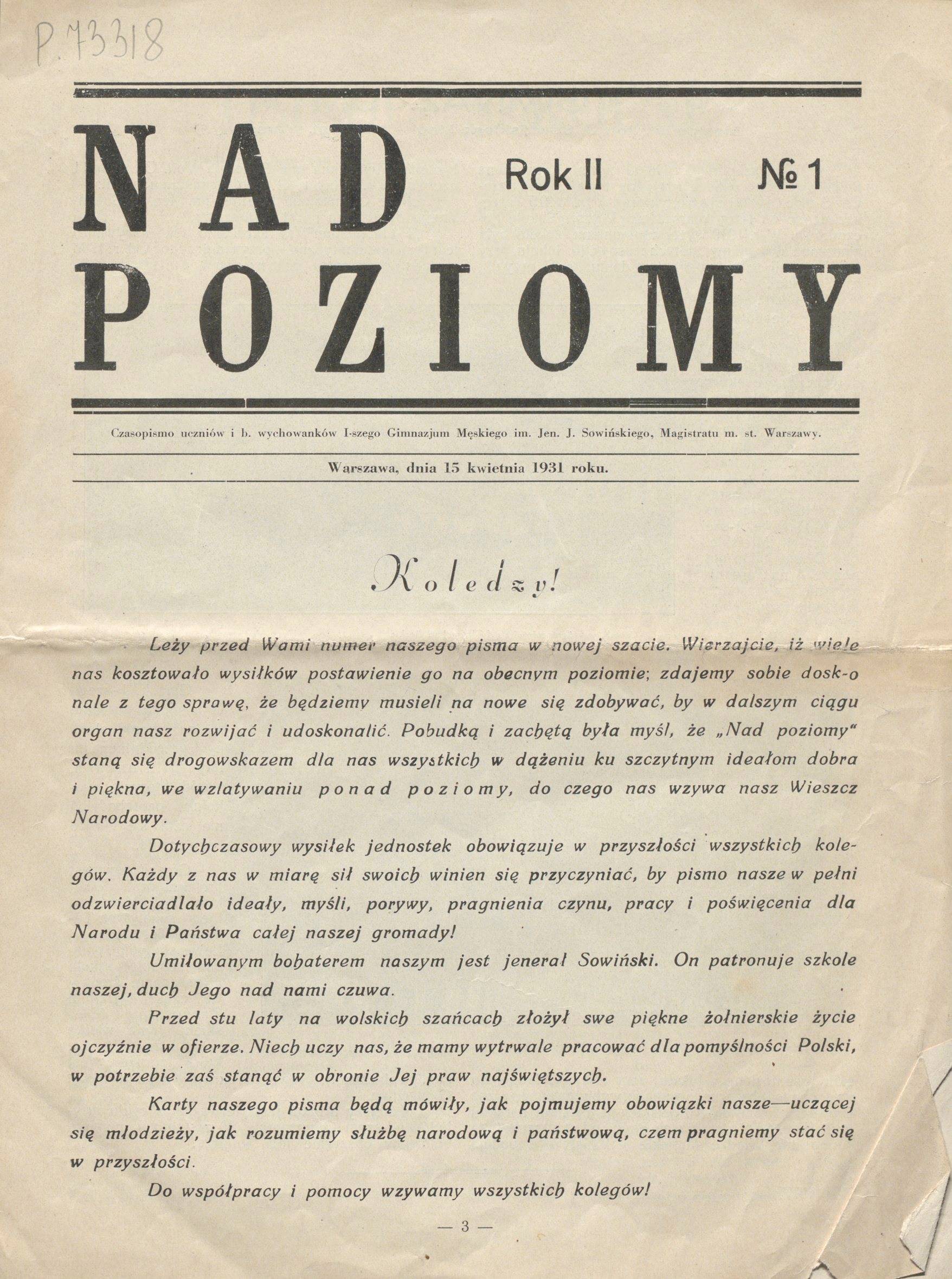
Pierwsza strona czasopisma uczniów i byłych wychowanków „Nad Poziomy” (1931)

Początki szkoły sięgają roku 1898. Wtedy władze rosyjskie powołały w Warszawie I Szkołę Czteroklasową Miejską. W 1913 roku szkoła ta została przekształcona w wyższą szkołę początkową, która mieściła przy ulicy Hortensji 2 (obecnie ul. Górskiego). Podczas I wojny światowej placówka funkcjonowała normalnie. W 1919 władze odrodzonego państwa polskiego przeniosły szkołę na ulicę Chłodną 37. W 1921 roku 4-klasowe szkoły miejskie przekształcono w 8-klasowe gimnazja. W taki sposób powstało I Gimnazjum Męskie, które przyjęło profil przyrodniczy. W 1923 roku gimnazjum przeniosło się do nowo wybudowanego gmachu, co jest uznawane za początek istnienia szkoły. W tym samym roku, po wygranym konkursie, funkcję dyrektora objął Emanuel Łoziński, który stworzył podwaliny pod pozycję szkoły w międzywojniu.
W okresie międzywojennym w szkole uczyło wielu wybitnych pedagogów. Nauczycielem geografii był prof. Feliks Różycki, matematyki uczył prof. Kazimierz Zarankiewicz, polonistą był prof. Bohdan Suchodolski, a o wychowanie fizyczne dbał prof. Józef Ciszewski. Miesięczne czesne w szkole wynosiło 40 złotych. W szkole obowiązywał mundurek szkolny, czapka uczniowska i tarcza. Istniały liczne organizacje społeczne np. SKO i PCK. W szkole od 1927 działalność prowadziła Drużyna Harcerska im. Tomasza Zana. W tym samym roku założono szkolną Sodalicję Mariańską, której przewodniczył Tadeusz Wiwatowski. Istniało koło Ligi Obrony Powietrznej i Przeciwgazowej, które liczyło 130 członków. Od roku szkolnego 1933/34 działalność prowadziło koło Ligi Morskiej i Kolonialnej, do którego należało 310 osób, czyli praktycznie wszyscy uczniowie. Koło LMiK rozwijało się tak prężnie, że wydawało własny organ pt. „Wśród Prądów”, który redagował uczeń szkoły − Teodor Prychodczenko. Z organizacji o charakterze politycznym, w latach 30. istniało koło sanacyjnej Straży Przedniej, a nieliczni uczniowie należeli do ONR. Niemniej szkoła była nastawiona na wychowanie młodzieży w duchu kultu Józefa Piłsudskiego i idei legionowej.
11 stycznia 1928 roku placówkę wizytował prezydent RP Ignacy Mościcki.
11 czerwca 1928 szkoła otrzymała imię gen. Józefa Sowińskiego. Koło Opieki Rodzicielskiej ufundowało sztandar szkoły, który przedstawiał z jednej strony orła w koronie i datę „1928”, a na drugiej stronie herb Warszawy. Hymnem szkoły stał się „Hymn do miłości ojczyzny” autorstwa Ignacego Krasickiego. Muzykę do pieśni skomponował bratanek gen. Józefa Sowińskiego – Wojciech Sowiński. Przed wojną w zbiorach szkolnego muzeum znajdowała się pierwsza odbitka nut do pieśni, która została wytłoczona w paryskiej drukarni. Oprócz tego w szkolnym muzeum znajdował się m.in. portret gen. Sowińskiego autorstwa Stanisława Zawadzkiego, metryka śmierci generała, czy oblata sejmowa z 1790 roku z podpisem ojca generała – metrykanta królewskiego Cypriana Sowińskiego.
Od 1929 roku uczniowie szkoły spędzali część roku szkolnego w osiedlu szkolnym w Mieni koło Mińska Mazowieckiego. Ośrodek, który był piątym tego typ w kraju, powstał dzięki wsparciu Dyrekcji Tramwajów Warszawskich. W 1932 roku oddano do użytku Wycieczkowe Osiedle Szkolne (WOS) w Gawrychrudzie nad jeziorem Wigry, które Gimnazjum im. Sowińskiego dzieliło z Gimnazjum św. Wojciecha i Gimnazjum Żeńskim pp. Popławskiej i Roszkowskiej.
W latach 30. przy samorządzie szkolnym wychodziło czasopismo uczniów i byłych wychowanków szkoły „Nad Poziomy”. Kuratorem czasopisma była prof. Ludwika Kolczyńska. Jednym z członków komitetu redakcyjnego był uczeń szkoły i późniejszy aktor Witold Zacharewicz.
W roku szkolnym 1931/1932 największą grupę uczniów według pochodzenia zawodowego rodziców stanowiły dzieci pracowników służb komunalnych (27,84%) oraz urzędników komunalnych (26,35%). Kolejnymi grupami były dzieci rzemieślników (6,88%), urzędników państwowych (6,58%) oraz osób wykonujących zawody wolne (4,79%). Z powodu uczęszczania do szkoły dzieci wielu pracowników Tramwajów Warszawskich oraz sąsiedztwa szkoły, placówka była nazywana „gimnazjum tramwajarskim”.
W 1933 roku, w wyniku reformy oświaty, szkołę przekształcono w 4-letnie gimnazjum i 2-letnie liceum. Od tego momentu nosiła nazwę I Miejskie Gimnazjum i Liceum Męskie im. Generała Józefa Sowińskiego.
16 czerwca 1935 w gimnazjum odsłonięto popiersia patrona szkoły gen. Józefa Sowińskiego oraz Marszałka Józefa Piłsudskiego. W uroczystości brał udział wiceminister wyznań religijnych i oświecenia publicznego Konstanty Chyliński, prezydent m. st. Warszawy Stefan Starzyński, prezes PAL Wacław Sieroszewski, inżynier Wacław Głazek oraz dyrektor szkoły Emanuel Łoziński. Popiersia były dłuta Konstantego Laszczki, natomiast tekst tablic ułożył Wacław Sieroszewski.
W 1937 roku młodzież szkolna, rodzice i nauczyciele ufundowali ręczny karabin maszynowy dla 21 Pułku Piechoty „Dzieci Warszawy”. W imieniu wojska karabin odbierał gen. Antoni Szylling.
W 1939 roku wydano pierwsze i zarazem ostatnie przed wojną świadectwa ukończenia liceum nowego typu.

### II wojna światowa

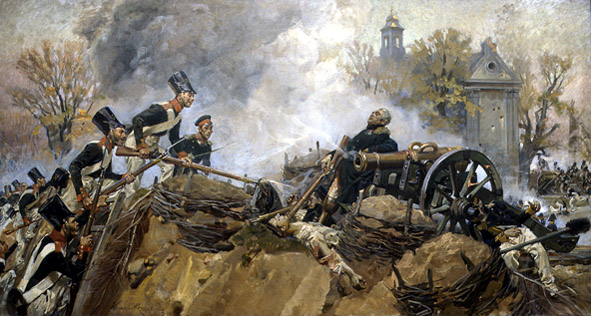
Gen. Sowiński na szańcach Woli autorstwa Wojciecha Kossaka. Reprodukcja obrazu wisi w holu liceum (tzw. Wembley)

W 1939 szkoła stała się schronieniem dla uchodźców z Wielkopolski, którzy sformowali 600-osobowy Ochotniczy Hufiec Pracy i brali udział w obronie Warszawy. Komendantem hufca został jeden z nauczycieli − prof. Feliks Różycki. Po kapitulacji Warszawy personel zajął się remontem budynku. 1 października 1939 roku władze okupacyjne wezwały nauczycieli miejskich szkół średnich do stawienia się w Miejskim Wydziale Szkolnym przy ul. Koszykowej. Tam większość z nich aresztowano i wywieziono na Pawiak. Z grona nauczycieli I Gimnazjum i Liceum im. gen. Sowińskiego aresztowani zostali: dyrektor Emanuel Łoziński oraz profesorowie: Julia Chełmińska, Zofia Dudzianka, Feliks Różycki i Ludwik Stańczykowski. Po 3 tygodniach, wskutek interwencji prezydenta Warszawy Stefana Starzyńskiego, część nauczycieli została zwolniona. Dyrektora Łozińskiego zwolniono dopiero po 2 miesiącach.
27 października 1939 roku nastąpiło otwarcie szkoły, jednak już 15 listopada wszystkie szkoły na terenie Generalnego Gubernatorstwa zostają zamknięte. Po wyjściu z więzienia, w pierwszych dniach grudnia 1939 dyrektor Łoziński wraz z Radą Pedagogiczną zaczyna organizowanie tajnego nauczania. W styczniu 1940 działalność rozpoczęły tajne komplety z łaciny, historii i geografii Polski, które obejmowały uczniów klas I i II. W czasie okupacji tajnym nauczaniem w szkole zajmowali się m.in. Jerzy Kreczmar, Bogdan Suchodolski i Tadeusz Wiwatowski. W czerwcu 1940, w lokalu przedszkola mieszczącego się tuż obok szkoły, odbyły się pierwsze egzaminy maturalne. Jednocześnie od roku szkolnego 1940/41 w budynku szkoły zaczynają działać jawne I Miejskie Kursy Przygotowawcze do Szkół Zawodowych Drugiego Stopnia, których dyrektorem zostaje prof. Feliks Różycki. W roku szkolnym 1941/42 w gmachu przy ul. Młynarskiej zaczyna działalność Szkoła Chemiczna. Gmach szkoły został zajęty przez Niemców w marcu 1942. Ówczesna Szkoła Chemiczna została przeniesiona na ul. Chłodną 37. Niemcy wydali rozkaz opuszczenia szkoły w ciągu 2 dni. Sprzęt szkolny i pomoce naukowe zostały wyrzucone na boisko. Dzięki wsparciu magistratu zostały później wywiezione do różnych lokacji na terenie Warszawy. W roku szkolnym 1942/43 Szkoła Chemiczna zmienia nazwę na I Obowiązkową Szkołę Zawodową Dokształcającą. Miała wówczas dwie siedziby, przy ul. Chłodnej i Żelaznej. Jawne zajęcia i tajne komplety trwały do sierpnia 1944 roku. 5 sierpnia 1944 szkoła została zdobyta przez brygadę SS Dirlewangera. Broniący się na tym terenie żołnierze batalionu „Chrobry I” wycofali się ku ul. Karolkowej. W sumie podczas wojny świadectwa dojrzałości otrzymało ok. 60 absolwentów.

### Po 1945

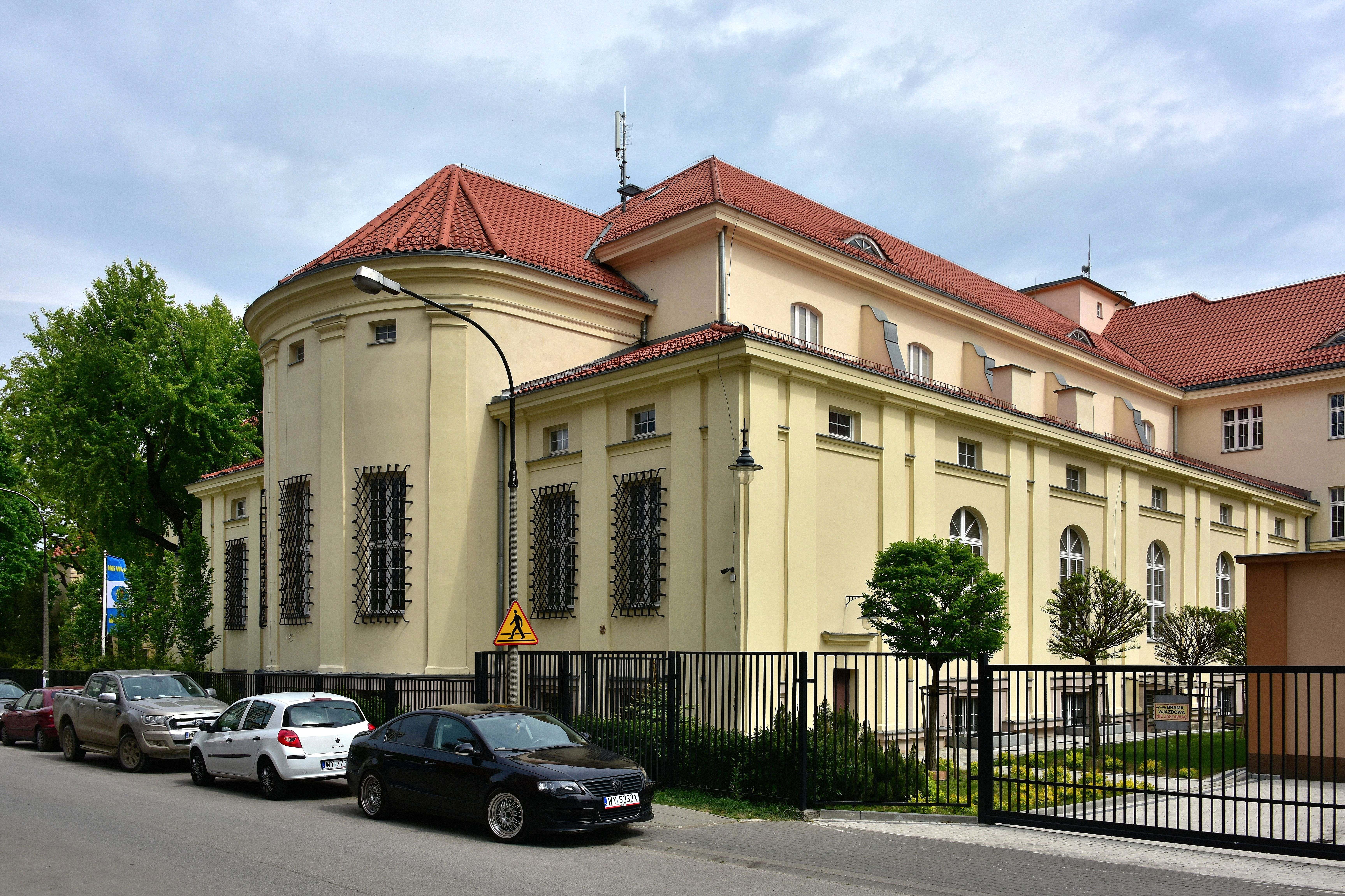
Widok na halę MOS (2019)

28 marca 1945 roku szkoła wznowiła działalność. Tego dnia zebrała się licząca zaledwie 6 osób Rada Pedagogiczna, aby ocenić straty i zorganizować życie szkolne od nowa. Do szkoły zgłosiły się 164 osoby, z których utworzono 4 klasy gimnazjalne i 2 licealne. W ciągu wiosny 1945 liczba uczniów wzrosła do 244 osób. Szkoła została odnowiona jako placówka koedukacyjna tzn. grupująca uczniów niezależnie od płci. W szkole obok męskiej drużyny harcerskiej utworzono żeńską drużynę im. Emilii Plater. Pierwsze lata powojenne charakteryzowały się próbą narzucenia młodzieży komunistycznego modelu wychowania. Naciskano na dyrektora i Radę Pedagogiczną, żeby popularyzować wśród uczniów członkostwo w OMTUR i ZWM kosztem harcerstwa. Coraz większy nacisk kładziono na obchody 1 maja, a w szkole powstało koło TPPR. W wyniku napiętej atmosfery do dymisji podał się dyrektor Łoziński.
W 1948 szkoła otrzymała nazwę Państwowej koedukacyjnej szkoły stopnia licealnego im. gen. Sowińskiego. W latach powojennych władze próbowały zmienić patrona szkoły na przedwojennego absolwenta szkoły, Franciszka Zubrzyckiego ps. „Mały Franek”, jednak kadra pedagogiczna i dyrektor Jan Lasocki udaremnili te plany. W 1952 roku w charakterze polonisty zatrudniony został Paweł Bagiński. W latach 1952–1955 w szkole religii uczył ks. Jan Twardowski. W 1958 roku szkoła przyjmuje nazwę Liceum Ogólnokształcącego im. gen. Sowińskiego. W tym samym roku odbywa się zjazd absolwentów z okazji 35-lecia szkoły.
W latach 60. szkoła przechodzi na system „pracowniany” tzn. powstają pracownie dla wszystkich przedmiotów, a nie tylko do nauk przyrodniczych i technicznych jak dotychczas. 6 września 1961, w 130. rocznicę śmierci gen. Sowińskiego szkole nadano nowy sztandar oraz nową tarczą szkolną. Od tamtego momentu dzień 6 września jest świętem szkoły. Szkolną tradycją jest udanie się tego dnia przez nowo przyjętych uczniów pod pomnik gen. Józefa Sowińskiego, który znajduje się w parku jego imienia. W 1962 roku odnaleziono ukryte pod podłogą szkoły popiersie gen. Józefa Sowińskiego. 9 lutego 1963 roku dokonano ponownego uroczystego odsłonięcia popiersia w korytarzu przy pokoju nauczycielskim. W 1965 roku szkoła przyjęła obecnie obowiązującą nazwę − III Liceum Ogólnokształcące im. gen. Józefa Sowińskiego.
17 listopada 1973 liceum zostaje odznaczone medalem pamiątkowym z okazji 200. rocznicy utworzenia Komisji Edukacji Narodowej.
W 1980 roku w szkole powstają struktury NSZZ „Solidarność”. W 1983 roku delegacja szkolna, wraz ze sztandarem szkolnym przepasanym kirem, bierze udział udział w pogrzebie Grzegorza Przemyka.
W 1991 roku powstaje Fundacja Liceum im. Gen. Sowińskiego w Warszawie, która ma za zadanie wspomagać kształcenie uczniów. W 1998 roku odbywa się zjazd z okazji 75-lecia szkoły. Zostaje wydana pierwsza monografia poświęcona szkole.
W październiku 2013 roku, z okazji obchodów 90-lecia istnienia liceum, szkolna aula została nazwana imieniem długoletniego dyrektora - Emanuela Łozińskiego.
25 stycznia 2022 roku szkoła podpisała porozumienie z Wojskową Akademią Techniczną, która objęła liceum patronatem. 22 września 2023 roku odbyła się uroczystość jubileuszu 100-lecia istnienia liceum. 19 stycznia 2024 dyrektor szkoły podpisał porozumienie dotyczące współpracy i objęcia liceum patronatem przez Politechnikę Warszawską.

## Dyrektorzy szkoły[45]
- Emanuel Łoziński (1923-1940)
- Feliks Różycki (1941–1944)
- Emanuel Łoziński (1945-1949)
- Józef Szumański (1949-1950)
- Jan Lasocki (1950-1970)
- Janusz Bulicki (1970-1977)
- Alojzy Fryza (1977–1978)
- Anna Sławatyniec (1978-1988)
- Barbara Zimińska (1988–2011)
- Grzegorz Mazur (od 2011)

## Nauczyciele (m.in.)
- Paweł Bagiński − j. polski
- Czesław Bieżanko − chemia
- Stanisław Bilewicz − biologia
- Jerzy Buyno − propedeutyka filozofii
- Józef Ciszewski − wychowanie fizyczne
- Anna Dembińska − j. polski, historia
- Jan Dembowski − biologia
- Władysław Giżycki − j. niemiecki
- Maria Grzywak-Kaczyńska − psycholog
- Witold Kessel − fizyka
- Jerzy Kreczmar − filozofia
- Rudolf Krzywiec − rysunek
- Witold Kruk-Ołpiński − psycholog
- Józef Kucharski − rysunek, prace ręczne
- Emanuel Łoziński − język polski, propedeutyka filozofii
- Zygmunt Okniński − historia
- Magdalena Olszewska − j. polski
- Wacław Palessa − rysunek
- Zenon Paruszewski − wychowanie fizyczne
- Feliks Różycki − geografia, geologia, astronomia
- Jerzy Ruszkowski − przyroda
- Grzegorz Seroczyński − j. polski
- Ludwik Stańczykowski − j. polski
- Kazimierz Strycharzewski − wychowanie fizyczne
- Bogdan Suchodolski − j. polski
- Witold Tomassi − fizyka
- Jan Twardowski − religia
- Józef Umiński − religia
- Tadeusz Wiwatowski − j. polski
- Jerzy Wojtczak-Szyszkowski − łacina
- Tadeusz Wolski − przyroda
- Kazimierz Zarankiewicz − matematyka

## Absolwenci i uczniowie (m.in.)

### Absolwenci
- Aneta Arak − judoczka, wicemistrzyni Europy
- Piotr Bajda − politolog, dr hab. nauk społecznych
- Jacek Bartosiak − prawnik, geopolityk
- Norbert Bączyk − historyk wojskowości, dziennikarz, youtuber
- Krzysztof Bielecki − lekarz chirurg, profesor nauk medycznych
- Maria Braunstein − romanistka, tłumaczka literatury francuskiej
- Marta Chyczewska − aktorka
- Sebastian Cybulski − aktor
- Zbigniew Czeczot − kryminalistyk, dr hab. nauk prawnych
- Urszula Dębska − aktorka
- Wojciech Ekonomiuk ps. „Ekonom” − raper, producent muzyczny
- Zygmunt Figurzyński − profesor nauk technicznych, pionier elektryfikacji kolei w Polsce
- Elżbieta Gaudasińska-Borowska − ilustratorka książek, malarka
- Mieczysław Gągorowski − podporucznik NOW i AK
- Małgorzata Gietka-Czernel − internistka, endokrynolog, dr hab. nauk medycznych
- Ewa Gorzelak − aktorka
- Bartosz Grodecki − dyplomata, urzędnik, wiceminister spraw wewnętrznych w rządzie Mateusza Morawieckiego
- Krzysztof Hipsz − dziennikarz, publicysta
- Magdalena Hykawy − dziennikarka Telewizji Polsat
- Marcin Józwa ps. „Jotuze” − raper
- Aleksander Kajkowski − pułkownik WP, inżynier, działacz emigracyjny i polonijny
- Rajmund Kalpas − pilot myśliwski
- Roland Kalpas − pilot doświadczalny, inżynier, konstruktor lotniczy
- Ryszard Kalpas − kapitan WP, ofiara zbrodni katyńskiej
- Tadeusz Kaźmierski − aktor, spiker, lektor
- Artur Kempa − muzyk, kompozytor, gitarzysta
- Patryk Kencki − historyk teatru, dr hab. nauk humanistycznych
- Michał Klinger − teolog prawosławny, dyplomata, ambasador RP w Rumunii i Grecji
- Łukasz Kos − reżyser teatralny
- Barbara Krawcowicz − filozofka, tłumaczka, dr nauk humanistycznych
- Katarzyna Kwiatkowska − aktorka
- Grzegorz Leszczyński − historyk literatury, profesor nauk humanistycznych
- Zygmunt Listkiewicz − aktor, reżyser, pedagog
- Andrzej Łojszczyk − malarz, pedagog, doktor sztuk plastycznych
- Jerzy Stanisław Majewski − dziennikarz, publicysta, varsavianista
- Stanisław Manturzewski − reżyser, scenarzysta, aktor, reporter
- Witold Marciszewski − logik, filozof, profesor nauk humanistycznych
- Lidia Markiewicz-Ziental − radca prawny, uczestniczka powstania warszawskiego
- Wiesław Michnikowski − aktor, artysta kabaretowy
- Piotr Miks − muzyk, wokalista, kompozytor
- Jan Mogilnicki − operator i producent filmowy
- Ludmiła Murawska − malarka, aktorka
- Krzysztof Ners − wiceminister finansów w rządzie Jerzego Buzka, dr hab. nauk ekonomicznych
- Marek Nowicki − dziennikarz, reporter Faktów TVN
- Krzysztof Okopień − filozof, dr hab. nauk humanistycznych
- Andrzej Osęka − publicysta, krytyk sztuki, dziennikarz
- Janusz Osęka − pisarz, satyryk, Sprawiedliwy wśród Narodów Świata
- Jan Penconek − porucznik WP, obrońca Oksywia, kawaler Orderu Virtuti Militari
- Grzegorz Piątek − architekt, historyk i krytyk architektury
- Wiesław Pietrusiewicz − lekarz ginekolog, dr nauk medycznych
- Kazimierz Piechotka − architekt, żołnierz ZWZ i AK
- Bronisław Pietraszewicz − podporucznik AK, wykonawca wyroku na Franzu Kutscherze
- Ryszard Pracz − aktor
- Tadeusz Przeciszewski − profesor nauk ekonomicznych, działacz Stronnictwa Narodowego
- Józef Przyłuski − działacz ZSL, poseł na Sejm PRL
- Bohdan Roliński − dziennikarz, redaktor naczelny „Życia Warszawy”
- Jacek Snopkiewicz − dziennikarz, publicysta, scenarzysta
- Justyna Stępień − śpiewaczka operowa
- Marcin Stanisław Stolarski − inżynier kosmiczny, popularyzator nauki
- Stanisław Suchodolski − archeolog, numizmatyk, profesor nauk humanistycznych
- Tadeusz Szajnoch − podharcmistrz, powstaniec warszawski, uczestnik akcji pod Arsenałem
- Izabela Szczypiórkowska-Bal − siatkarka, trzykrotna mistrzyni Francji
- Stefan Tarczyński − lekarz weterynarii, profesor nauk przyrodniczych
- Agata Tuszyńska − pisarka, poetka, reportażystka
- Konstanty Usenko − pisarz, publicysta, muzyk
- Tadeusz Wąsowski − żołnierz podziemia, w momencie śmierci ostatni żyjący oficer batalionu „Chrobry I”
- Adam Wielomski − politolog, historyk idei, publicysta, profesor nauk społecznych
- Jerzy Wilgat − powstaniec warszawski, działacz kombatancki
- Andrzej Wiśniewski − profesor nauk fizycznych, działacz opozycji demokratycznej
- Tomasz Wiśniewski − profesor nauk technicznych, działacz opozycji demokratycznej
- Tadeusz Wiwatowski − filolog, powstaniec warszawski
- Alexander Wlodawer − amerykański biolog molekularny
- Adolf Wołosiewicz − wicemistrz świata we wioślarstwie
- Zbigniew Wronkowski − lekarz onkolog, profesor nauk medycznych
- Witold Zacharewicz − aktor okresu międzywojennego
- Janusz A. Zajdel − pisarz, autor fantastyki naukowej
- Teresa Zalewska − farmaceutka, neuropatolog, profesor nauk medycznych
- Franciszek Zubrzycki ps. „Mały Franek” − żołnierz GL

### Uczniowie
- Edmund Baranowski − powstaniec warszawski, działacz kombatancki
- Janusz Bełza − polski i amerykański neurochirurg, powstaniec warszawski, działacz kombatancki
- Maciej Bernhardt − inżynier, encyklopedysta, żołnierz NSZ i AK
- Leon Tadeusz Błaszczyk − filolog klasyczny, profesor nauk humanistycznych
- Leszek Guzicki − ekonomista, działacz polityczny
- Stanisław Harasymowicz − podporucznik PSZ i AK, cichociemny
- Grzegorz Korczyński − działacz komunistyczny, generał broni Wojska Polskiego
- Henryk Korotyński − dziennikarz, poseł na Sejm PRL
- Władysław Lisiecki − członek AK i NOW, żołnierz podziemia niepodległościowego
- Włodzimierz Łomski − podporucznik pilot, uczestnik kampanii wrześniowej
- Wojciech Szczepański − podpułkownik, komendant obwodu jarosławskiej AK

## Stowarzyszenia absolwentów
Pierwsze stowarzyszenie absolwentów powstało w lutym 1928 roku. W zebraniu założycielskim wziął udział dyrektor Emanuel Łoziński oraz ks. prefekt Kazimierz Wasiak. Opracowano statut stowarzyszenia, a także wybrano pierwszy zarząd, któremu przewodniczył student filozofii Jan Nowakowski. W listopadzie 1928 roku stowarzyszenie wstąpiło do Związku Kół Gimnazjów Magistratu m.st. Warszawy. Stowarzyszenie organizowało m.in. coroczne bale, z których zyski przeznaczano na doposażenie szkoły. Działalność stowarzyszenia trwała do momentu wybuchu II wojny światowej.
W 1958 roku, z okazji zjazdu absolwentów na 35-lecie szkoły, podjęto próbę reaktywacji stowarzyszenia. Powołano koło w ramach Komitetu Rodzicielskiego. Koło posiadało sekcję współpracy ze szkołą, sekcję historyczną i kulturalno-towarzyską. Sekcja współpracy ze szkołą zajęła się ufundowaniem nowego sztandaru dla szkoły. Sekcja historyczna zajęła się spisywaniem wspomnień absolwentów, natomiast sekcja kulturalno-towarzyska organizowała wycieczki i zebrania towarzyskie. Na początku lat 60. Koło liczyło niespełna 80 członków. Przewodniczącym był wtedy Czesław Wołkowicz. W następnych latach działalność stowarzyszenia zamarła.
W 1992 roku stowarzyszenie reaktywowano pod nazwą Stowarzyszenie Wychowanków Szkoły im. Gen. Sowińskiego w Warszawie. Na zjeździe wychowanków w 1993 roku wybrano władze stowarzyszenia. Prezesem został Jerzy Kozdrak, wiceprezesami Włodzimierz Kardasiewicz oraz Jerzy Wilgat, natomiast członkiem zarządu był m.in. Krzysztof Bielecki. Stowarzyszenie organizowało spotkania w Kościele św. Klemensa Hofbauera w Warszawie, na mszach za zmarłych wychowanków oraz nauczycieli. Organizowano comiesięczne prelekcje na których z referatami występowali m.in. Tadeusz Przeciszewski i ks. Jan Twardowski. Stowarzyszenie zorganizowało zjazd absolwentów w 1998 roku, a także wydało monografię szkoły. W 1998 roku liczyło 155 członków zwykłych. W 2016 roku zostało wyrejestrowane ze spisu stowarzyszeń.
Obecnie przy szkole funkcjonuje Stowarzyszenie Wychowanków „Sowińszczacy”.

## Upamiętnienia na terenie szkoły
- Popiersie gen. Józefa Sowińskiego (1935)[52]
- Tablica upamiętniająca dr. Piotra Jędrasika[53]
- Tablica upamiętniająca ks. Jana Twardowskiego[53]
- Jubileuszowa tablica 75-lecia szkoły (1998)[53]

## W kulturze
W budynku liceum kręcono wiele produkcji filmowych m.in. Ferdydurke (1991), Łukasz (1974), Panna Nikt (1996), Kryminalni (2004), Lejdis (2008). W szkole zrealizowano również teledysk do piosenki „Mogę wszystko” zespołu L.O.27 (wyk. Kuba Molęda).